# Dagneux
Dagneux är en kommun i departementet Ain i regionen Auvergne-Rhône-Alpes i östra Frankrike. Kommunen ligger  i kantonen Montluel som ligger i arrondissementet Bourg-en-Bresse. Kommunens areal är 6,65 km². År 2022 hade Dagneux 4 741 invånare.

## Befolkningsutveckling
Antalet invånare i kommunen Dagneux
Referens: INSEE